# Клонигауан
Клонигауан (англ. Clonygowan; ирл. Cluain na nGamhan) — деревня в Ирландии, находится в графстве Оффали (провинция Ленстер) у региональной дороги R420.
Местная достопримечательность, Дом Клонигауан, больше не существует, но в память о нём сохранилась красиво оформленная голубятня.